# Steffl Department Store Vienna
Lo Steffl Department Store Vienna (forma abbreviata: Steffl) è un centro commerciale in Kärntner Straße. 19 nel 1º distretto di Vienna Innere Stadt. Prende il nome dal vicino duomo di Santo Stefano, il simbolo di Vienna.

## Storia
Sull'area sorgevano in passato i grandi magazzini M. Neumann, costruiti nel 1895-1896 secondo il progetto di Otto Wagner. Questi si incendiarono l'11-12 aprile 1945 nel corso dell'offensiva di Vienna e furono demoliti nel 1949 a causa dei danni subiti durante la guerra.
Nel 1949-50 Carl Appel realizzò per la ditta Neumann un nuovo edificio di nove piani (da −1 a +7), che dal 1961 viene chiamato centro commerciale Steffl. A quell'epoca le auto circolavano ancora nella Kärntner Straße.
Il 1º maggio 1979 nel reparto confezione donna al secondo piano fu segnalato un incendio, in cui andarono in fiamme 900 m² di superficie di vendita. Nei lavori di pulizia fu nuovamente rilevato odore di bruciato; la polizia scoprì un congegno incendiario con accensione a tempo. Alcuni giorni dopo furono scoperti altri due congegni incendiari in un centro commerciale vicino. Un'organizzazione chiamata "Primo maggio" definì gli attacchi una protesta contro il capitalismo.
Negli ultimi decenni i rapporti di proprietà del centro commerciale sono cambiati più volte. Uno dei proprietari temporanei è stata indirettamente la cooperativa Konsum Österreich, che nel 1995, in un concordato preventivo che fece molto scalpore, passò da un'impresa di grandi dimensioni a una piccola azienda.
Negli anni Novanta avvenne un rinnovo completo. Nel 2007 l'imprenditore Hans Schmid acquistò l'immobile e la società di gestione. Da allora sono stati avviati una graduale riorganizzazione e un riposizionamento, che in diversi piani sono già conclusi.
La superficie complessiva comprende circa 13.000 m². Ogni giorno il centro commerciale è visitato da fino a 30.000 persone. L'ultimo piano viene utilizzato come area di ristorazione dallo Sky Bar. Nell'edificio si trova anche l'unico refund desk di Planet (per il rimborso dell'IVA per i clienti di Stati extra UE) del centro di Vienna.

## Cultura
Nella Kleines Kayserhaus, che fino alla metà del XIX secolo si trovava su una parte dell'area (in Rauhensteingasse 8, quindi sul retro dell'edificio attuale), Wolfgang Amadeus Mozart compose, nel suo ultimo anno di vita, Il flauto magico e il Requiem. Una targa commemorativa ricorda che Mozart morì in questo luogo il 5 dicembre 1791.